# Myst III: Exile
Myst III: Exile – trzecia gra z serii gier przygodowych Myst. W odróżnieniu od poprzednich tytułów, Myst i Riven: The Sequel to Myst, wyprodukowanych przez Cyan Worlds i wydanych przez Brøderbund Software, Exile został stworzony przez Presto Studios i wydany przez Ubisoft. Początkowo gra została wydana na czterech płytach CD 7 maja 2001 roku na systemy Mac OS i Microsoft Windows; wersje dla Xboksa i PlayStation 2 wydano pod koniec roku 2002. Była to pierwsza gra z serii, która została w pełni spolszczona (dubbing i napisy), choć można też wybrać wersję oryginalną. 
Podobnie jak w poprzednich częściach gracz wciela się w rolę nieznanego człowieka, przyjaciela Atrusa. Jako przedstawiciel rasy D'ni, Atrus potrafi tworzyć połączenia do innych światów zwanych Wiekami poprzez pisanie ksiąg, które te światy opisują. Akcja gry zaczyna się 10 lat po wydarzeniach przedstawionych w Rivenie. W Exile Atrus napisał dla rasy D'ni Wiek Releeshahn, aby w nim zamieszkała i odbudowała swą cywilizację. Księga jednak zostaje skradziona przez tajemniczego człowieka imieniem Saavedro, w którego wcielił się Brad Dourif (znany z takich filmów jak Władca Pierścieni, Obcy: Przebudzenie, Lot nad kukułczym gniazdem). Celem gracza jest odzyskanie księgi Atrusa, aby tego dokonać musi przemierzyć pięć Wieków.
Stworzenie trzeciej części serii twórcy Mysta powierzyli studiu Presto Studios, które znane było ze swej gry przygodowej pt. The Journeyman Project. Presto Studios dążyło do stworzenia zróżnicowanych i logicznych zagadek i Wieków oraz pracowało nad wizerunkiem złoczyńcy, któremu można by współczuć. Deweloperzy zatrudnili Jacka Walla do stworzenia muzyki odróżniającej się od tej we wcześniejszych częściach, ale wciąż kojarzonej z Mystem. Prace nad grą trwały ponad dwa lata.
Exile został dobrze przyjęty przez recenzentów. Brytyjska gazeta „The Daily Telegraph” nazwała tę część najlepszą z serii. Natomiast długotrwali krytycy serii narzekali, że wolna rozgrywka w Exile nie ma prawa bytu na rynku gier, w którym dominują dynamiczne tytuły. Redaktor GameSpotu Greg Kasavin napisał, że premiera gry z serii Myst przestała być doniosłym wydarzeniem. Pomimo sprzedania ponad miliona sztuk w pierwszym roku dystrybucji, Exile odniósł mniejszy sukces komercyjny, niż Myst i Riven, które to gry łącznie sprzedały się w liczbie ponad 10 miliona sztuk. Presto Studios zakończyło swoją działalność po wydaniu gry, a Myst IV: Objawienie, czwarta część serii, została stworzona i wydana wyłącznie przez Ubisoft.